# 물풍선

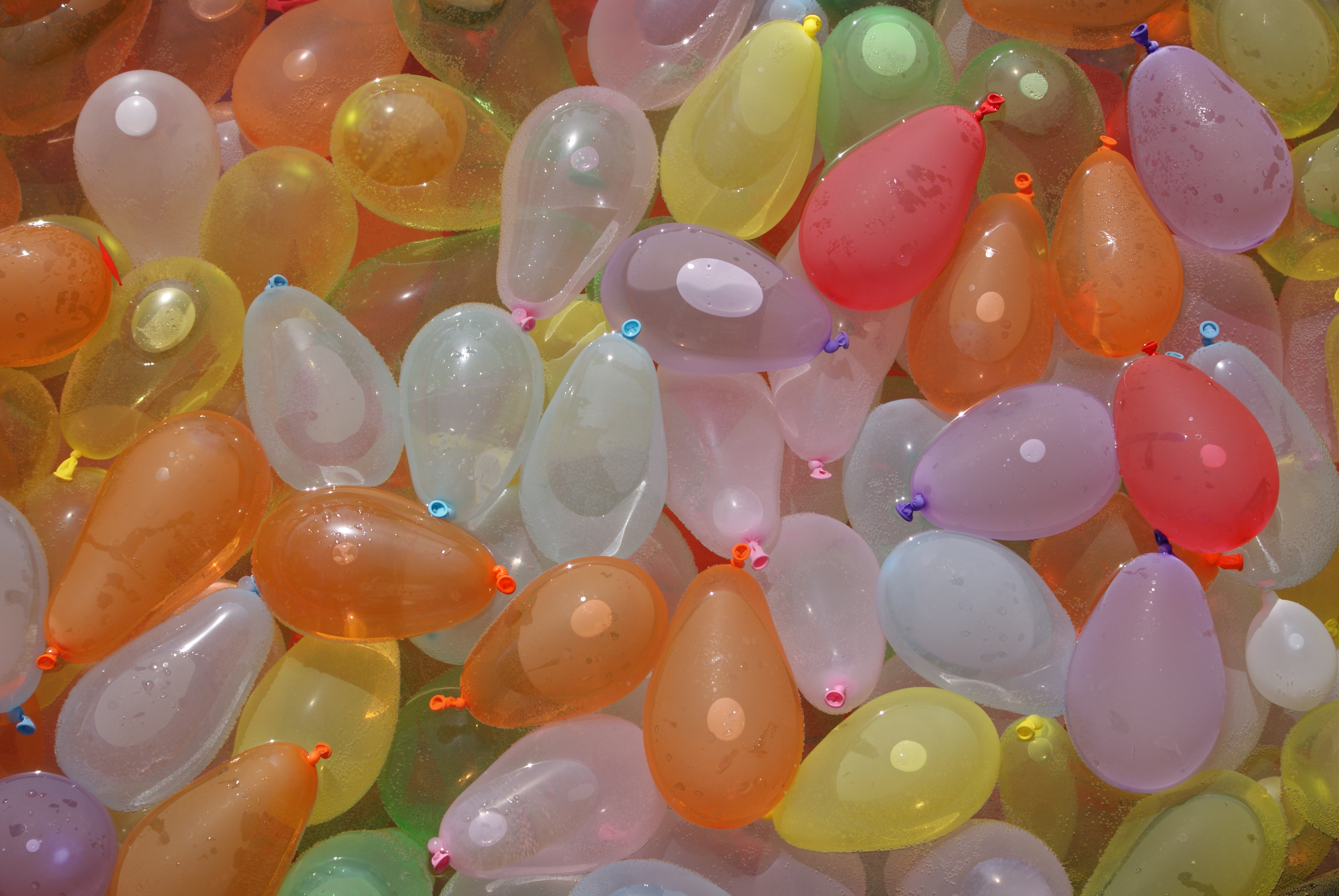
여러 물풍선들의 모습.

물풍선은 풍선에 물을 넣은 것을 말한다. 흔히 물폭탄이라고 부르기도 한다. 주로 아이들이 물풍선을 던져 맞추기 놀이를 한다.

## 제작 과정
물풍선의 제조법은 아주 간단하다. 단순히 풍선에 물을 가득히 주입해넣으면 된다. 각종 잡화점에서는 물풍선 전용 풍선도 판매된다고 한다.

## 같이 보기
- 물총